# Willer-sur-Thur
Willer-sur-Thur är en kommun i departementet Haut-Rhin i regionen Grand Est (tidigare regionen Alsace) i nordöstra Frankrike. Kommunen ligger i kantonen Thann som tillhör arrondissementet Thann. År 2022 hade Willer-sur-Thur 1 758 invånare.

## Befolkningsutveckling
Antalet invånare i kommunen Willer-sur-Thur
| Referens: INSEE |